# Pimas
Pour les articles homonymes, voir Pima.
Les Pimas sont un peuple de Nord-Amérindiens originaires du Mexique et du Sonora.
Le peuple Pima est connu pour être une des communautés comportant le plus grand pourcentage d'obèses et de diabétiques au monde, et à ce titre est un sujet d'études pour les scientifiques ; en effet, alors qu'ils partagent un patrimoine génétique commun, les Pimas mexicains ont rarement ces deux pathologies qui semblent propres aux Pimas d'Arizona et directement en rapport avec leur mode de vie.

## Étymologie
Le nom raccourci « Pima » est censé provenir de la phrase pi ' Ani mac ou pi mac, signifiant « je ne sais pas », utilisée à plusieurs reprises dans leur première rencontre avec les Européens. Les Indiens Pima se sont d'abord eux-mêmes appelés Othama.

## Différents groupes
Les Pimas Alto sont des groupes de Pima qui ont été dispersés pour cause de différences culturelles, économiques et linguistiques en deux groupes principaux :
communément appelé Pimas ou « river to Pimas ».

## Culture
De dix ans jusqu'à ce que ce soit le moment du mariage, ni les garçons ni les filles n'ont été autorisés à parler de leurs propres noms.

## Personnages célèbres
Douglas Miles est un San Carlos Apache-Akimel O'odham peintre et graveur d'Arizona, où il a fondé les skateboards Apaches et l'équipe de skateboard Apache.
Ira Hayes (12 janvier 1923-24 janvier 1955), était un Pima d'origine américaine qui faisait partie du corps des marines  des États-Unis. Il fut l'un des six soldats immortalisés dans la célèbre photographie des porte-drapeaux pendant la bataille d'Iwo Jima de la Seconde Guerre mondiale.